# Rivière aux Anglais
Rivière aux Anglais är ett vattendrag i Kanada.   Det ligger i provinsen Québec, i den östra delen av landet, 700 km nordost om huvudstaden Ottawa.
I omgivningarna runt Rivière aux Anglais växer i huvudsak blandskog.